# Parigi-Tours 2018
La Parigi-Tours 2018, centododicesima edizione della corsa, valevole come evento dell'UCI Europe Tour 2018 categoria 1.HC, si svolse il 7 ottobre 2018 su un percorso di 214,5 km, con partenza da Chartres e arrivo a Tours, in Francia. La vittoria fu appannaggio del danese Søren Kragh Andersen, il quale completò il percorso in 4h37'55", alla media di 46,31 km/h, precedendo l'olandese Niki Terpstra e il francese Benoît Cosnefroy.
Sul traguardo di Tours 104 ciclisti, su 153 partiti da Chartres, portarono a termine la competizione.

## Squadre e corridori partecipanti
| N.      | Cod. | Squadra                        |
| ------- | ---- | ------------------------------ |
| 1-7     | QST  | Quick-Step Floors              |
| 11-19   | SUN  | Team Sunweb                    |
| 21-29   | LTS  | Lotto Soudal                   |
| 31-37   | ALM  | AG2R La Mondiale               |
| 41-49   | GFC  | Groupama-FDJ                   |
| 51-58   | WGG  | Wanty-Groupe Gobert            |
| 61-67   | TLJ  | Team Lotto NL-Jumbo            |
| 71-77   | COF  | Cofidis, Solutions Crédits     |
| 81-87   | DDD  | Team Dimension Data            |
| 91-97   | TKA  | Team Katusha Alpecin           |
| 101-107 | EFD  | Team EF Education First-Drapac |
| 111-117 | TDE  | Direct Énergie                 |

| N.      | Cod. | Squadra                       |
| ------- | ---- | ----------------------------- |
| 121-127 | FST  | Team Fortuneo-Samsic          |
| 131-137 | VCC  | Vital Concept Cycling Club    |
| 141-147 | SVB  | Sport Vlaanderen-Baloise      |
| 151-157 | DMP  | Delko Marseille Provence KTM  |
| 161-167 | RNL  | Roompot-Nederlandse Loterij   |
| 171-177 | VWC  | Veranda's Willems-Crelan      |
| 181-188 | ICA  | Israel Cycling Academy        |
| 191-197 | EUS  | Euskadi Basque Country-Murias |
| 201-207 | WVA  | WB Aqua Protect Veranclassic  |
| 211-218 | AUB  | St Michel-Auber 93            |
| 221-227 | RLM  | Roubaix Lille Métropole       |

## Ordine d'arrivo (Top 10)
| Pos. | Corridore          | Squadra     | Tempo    |
| ---- | ------------------ | ----------- | -------- |
| 1    | S. Kragh Andersen  | Sunweb      | 4h37'55" |
| 2    | Niki Terpstra      | Quick-Step  | a 25"    |
| 3    | Benoît Cosnefroy   | AG2R        | s.t.     |
| 4    | Oliver Naesen      | AG2R        | a 1'14"  |
| 5    | Valentin Madouas   | Groupama    | s.t.     |
| 6    | Tiesj Benoot       | Lotto       | s.t.     |
| 7    | Sep Vanmarcke      | Educ. First | s.t.     |
| 8    | Philippe Gilbert   | Quick-Step  | s.t.     |
| 9    | Taco van der Hoorn | Roompot     | a 1'24"  |
| 10   | Jos van Emden      | Lotto NL    | s.t.     |